# Кочани
Вижте пояснителната страница за други значения на Кочани.
Ко̀чани (на македонска литературна норма: Кочани) е град в Северна Македония с население от 28 330 жители към 2002 г. Център е на едноименната община.

## География
Градът се намира в източната част на Северна Македония, на 65 km от българската граница. Лежи в северната част на Кочанската котловина (южно от планината Осогово и северно от Плачковица) от двете страни на Кочанската река. Надморската височина на котловината е между 350 и 450 метра. Градът е известен в Северна Македония с ориза си и геотермалната вода.
Традиционно Кочани се е делял на три махали. Доклевец, източно от реката и Стришани, западно са били българските, а Турската махала е при гърлото на долината. Доклевец получава името си от заселил се в нея бежанец бошняк, който често употребявал странната за населението сръбска дума докле. В Стришани тържествено всяка година са стригани градските овце.

## История
Кочани е съществувал под това име поне от средата на XIV век. В 1377 г. братята Йоан и Константин Драгаш издават в Кочани своята последна съвместна грамота в полза на манастира Хилендар. В района се е намирал манастир „Свети Димитър“.
Според главния български учител в града в 1905 – 1906 г. З. Тасев градът в миналото е бил на север около днешните Горно и Долно Градче и е преместен на юг след оттеглянето на река Брегалница на юг. Наречен е Кочани, тъй като на мястото му преди са били кочини. Градът се увеличил с пълното изселване Папаладовци на север и Старо и Ново Власи.
В XIX век Кочани е градче, каазийски център на едноименна кааза в Османската империя. В 1814 година по инициатива на поп Мойсей (Мойсо) от Плетвар е изградена църквата „Свети Георги“. В самото градче българското и турското население са относително равни по брой, но в цялата кааза като цяло българите вземат превес по численост. Според статистиката на Васил Кънчов („Македония. Етнография и статистика“) от 1900 г. Кочани има 5950 жители, от които 2800 българи християни, 2600 турци, 40 арнаути мохамедани, 150 власи и 360 цигани.
Българите в града са разделени в конфесионално отношение. Според патриаршеския митрополит Фирмилиан в 1902 година в Кочане има 20 сръбски патриаршистки къщи, а в града и Кочанско има и 200 влашки гъркомански къщи. По данни на секретаря на екзархията Димитър Мишев („La Macédoine et sa Population Chrétienne“) в 1905 година в Кочани има 4232 българи екзархисти, 64 българи патриаршисти сърбомани, 5 гърци, 210 власи и 174 цигани. В града работят две основни и едно прогимназиално български училища, както и по едно основно гръцко, сръбско и влашко училище.
Според учителя Тасев в 1907 година градът има „около 1000 къщи – 465 български, 20 влашки екзархистки, 6 влашки патриаршистки, 6 сръбски и около 500 турски и цигански. Населението се занимава главно със земеделие, занаяти и търговия. Главната търговия е в ръцете на гърците и власите... българите са повече земеделци. Икономически градът е много добре поставен поради природните богатства, които го окръжават: ориз, жито и др.“ В ръцете на българите е градската църква „Свети Георги“, а гърците патриаршисти си имат параклис. Председател на Кочанската българска община е протойерей Трифон Стоянов от Скопие.
Училище в Кочани има още откогато е изградена „Свети Георги“, като най-стар учител е клисарят Стоян. В началото на XX век в града има две български училища – едното „Свети Кирил и Методий“ в Стришани, а другото „Свети Иван Рилски“ в Доклевец. Сградата на централното училище е изградена около 1856 година от поп Мано, внук на поп Мойсо.
През септември 1910 година в града по време на обезоръжителната акция на младотурците са арестувани и бити първенците Костадин Попзахариев, Йордан Бацов, Андон Ананиев и отец Яне.
През юли 1912 г. българите от Кочани са подложени на турски погром. Това дава повод за избухване на Балканската война през есента на същата година. 73 души от Кочани се записват доброволци в Македоно-одринското опълчение.
По време на Междусъюзническата война в гр. Кочани са погребани 298 български военнослужещи.
След Междусъюзническата война в 1913 година Кочани попада в Сърбия.
Според Димитър Гаджанов в 1916 година в Кочани живеят 1028 турци и 2318 българи.
Поне 18 души родом от Кочани, в редиците на българската армия, загиват на фронта във войните за национално обединение на България.
По време на българското управление във Вардарска Македония в годините на Втората световна война, Божин Дим. Грубешлиев от Енидже Вардар е български кмет на Кочани от 8 август 1941 година до 25 юли 1942 година. След това кметове са Йордан Пан. Панчев от София (25 юли 1942 – 22 юли 1943) и Михаил Ст. Караколев от Пловдив (22 юли 1943 – 4 април 1944).
Според преброяването от 2002 година Кочани има 8858 домакинства с 10 541 къщи и 28 330 жители самоопределили се както следва:
| Националност | Всичко |
| македонци    | 25 730 |
| албанци      | 0      |
| турци        | 315    |
| роми         | 1951   |
| власи        | 193    |
| сърби        | 63     |
| бошняци      | 1      |
| други        | 77     |

В града функционират 4 основни, 2 средни училища, от които едното профилирано училище и един филиал на висше училище.
Основни училища
- „Никола Карев“;
- „Св. св. Кирил и Методий“;
- „Раде Кратовче“;
- „Малина Попиванова“;

Средни училища
- Гимназия „Люпчо Сантов“[17] (имаща паралелки с икономически профил).
- Електро-машинно училище „Гошо Викентиев“.[18]

В Кочани се намира и Правният факултет на Щипския университет „Гоце Делчев“.

## Личности
От Кочани са българският офицер и революционер, войвода на ВМОК Александър Манов, пловдивският просветен деец Серафим Барутчийски. В Титова Югославия министър-председател и член на Председателството на СРМ става кочанчанецът Благой Попов. Александър Алексиев е виден писател в Северна Македония, а Благой Попов е математик академик. От Кочани са членовете на известния Кочани Оркестър.

## Други
На Кочани е наречена улица в квартал „Гео Милев“ в София (Карта).

## Побратимени градове
Кочани е побратимен с:
- Йенифоча, Турция;
- Казанлък, България;
- Сигетсентмиклош, Унгария.